# Zwartvoorhoofdvijgpapegaai
De zwartvoorhoofdvijgpapegaai (Cyclopsitta nigrifrons) is een vogel uit de familie Psittaculidae (papegaaien van de Oude Wereld). De vogel werd in 1891 door Duitse vogelkundige Anton Reichenow geldig beschreven als Cyclopsittacus nigrifrons.

## Kenmerken
Deze papegaai is 11 tot 13 cm lang. De vogel is van boven donkergroen met een blauwe vleugelboeg en van onder oranje of lichtgeel en lichtergroen. Kenmerkend is de zwarte kruin en bij de nominaat een donkere, kommavormig vlek op de wang. Bij de ondersoort C. g. amabilis ontbreekt bij het mannetje deze vlek.

## Verspreiding en leefgebied
Deze soort komt voor in Nieuw-Guinea en telt twee ondersoorten:
- C. n. nigrifrons: noordelijk deel hoofdeiland van Nieuw-Guinea
- C. n. amabilis :noordkust van Papoea-Nieuw-Guinea

## Status
De grootte van de populatie is niet gekwantificeerd maar de soort wordt omschreven als alleen plaatselijk voorkomend. Op de Rode lijst van de IUCN heeft deze soort de status niet bedreigd.